# Årstad
Årstad är en tätort i Falkenbergs kommun i Hallands län och kyrkbyn i Årstads socken. 
Här ligger Årstads kyrka.
Den 12 december 1956 invigdes ålderdomshemmet Solgården i Årstad. Byggnaden var ritad av Gösta Fredblad. Ålderdomshemmet avvecklades 1982. Lokalerna användes därefter för vård av missbrukare. År 1992 blev Solgården ett ungdomshem drivet av Statens institutionsstyrelse. Den verksamheten lades ner vid utgången av år 2012. Något år senare såldes fastigheten till Humana som skulle driva ett HVB-hem i lokalerna.

## Befolkningsutveckling
| Befolkningsutvecklingen i Årstad 1990–2020                        | Befolkningsutvecklingen i Årstad 1990–2020 | Befolkningsutvecklingen i Årstad 1990–2020 | Befolkningsutvecklingen i Årstad 1990–2020 | Befolkningsutvecklingen i Årstad 1990–2020 |
| ----------------------------------------------------------------- | ------------------------------------------ | ------------------------------------------ | ------------------------------------------ | ------------------------------------------ |
|                                                                   |                                            |                                            |                                            |                                            |
| År                                                                |                                            |                                            | Folkmängd                                  | Areal (ha)                                 |
| 1960                                                              | 1960                                       |                                            | 157                                        | ¤                                          |
| 1990                                                              | 1990                                       |                                            | 261                                        | 37                                         |
| 1995                                                              | 1995                                       |                                            | 245                                        | 37                                         |
| 2000                                                              | 2000                                       |                                            | 254                                        | 37                                         |
| 2005                                                              | 2005                                       |                                            | 258                                        | 37                                         |
| 2010                                                              | 2010                                       |                                            | 284                                        | 37                                         |
| 2015                                                              | 2015                                       |                                            | 321                                        | 45                                         |
| 2020                                                              | 2020                                       |                                            | 280                                        | 35                                         |
| Anm.: Ny tätort 1990 ¤ Som tätortsbebyggelse med 150-199 invånare |                                            |                                            |                                            |                                            |